# Der letzte Tag eines Verurteilten (Roman)

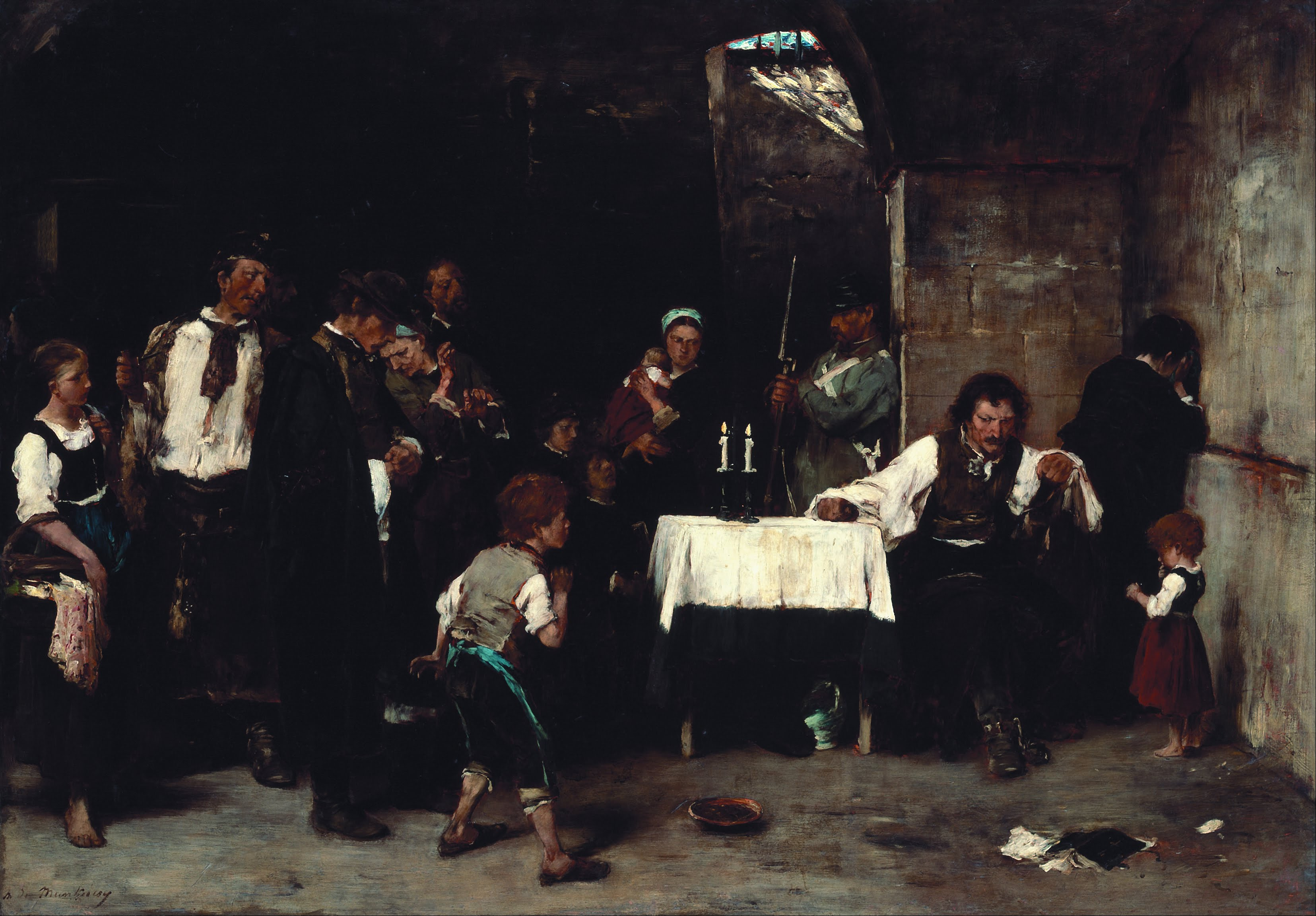
Der letzte Tag eines Verurteilten, Gemälde von Mihály von Munkácsy, 1. Fassung von 1870

Der letzte Tag eines Verurteilten ist ein Roman von Victor Hugo. Er wurde 1829 unter dem Namen Le dernier jour d’un condamné veröffentlicht. Wie in vielen seiner Werke zeigt Victor Hugo auch hier deutlich seine Einstellung gegen die Todesstrafe.

## Handlung
Wie der Titel verrät, erzählt der Text von den letzten Tagen eines Mannes, der zum Tode verurteilt wurde und der in der Zeit, in der er auf seine Hinrichtung wartet, von seinen Gedanken, Erinnerungen und Ängsten schreibt. Während der ganzen Zeit nennt er nicht einmal seinen Namen, noch teilt er uns mit, was genau er getan hat, und wofür man ihn zum Tode verurteilt hat. Nur einmal gibt es eine vage Andeutung, dass er Blut vergossen hat.
Der Mann erzählt uns alles, was er tut, denkt und fühlt: er wird Zeuge der furchtbaren Szene, in der die Sträflinge an Ketten geschmiedet werden, um nach Toulon zu den Galeeren gebracht zu werden; er entdeckt, dass frühere Bewohner seines Kerkers Zeichen an der Wand hinterlassen haben; er erzählt von seinen Erinnerungen an seine Kindheit; er beschreibt, wie die anderen Insassen von Bicêtre ihm Argot beibringen; er beschreibt seine Wachen und den Priester, den man ihm zur Seite gestellt hat. Schließlich ist der Tag gekommen, man bringt ihn für seine letzten Stunden in eine Zelle im Rathaus; dort trifft er auf einen Mann, der an diesem Tag zum Tode verurteilt wurde und nun der nächste sein wird, der sechs Wochen auf seine Hinrichtung wartet. Dieser erzählt ihm von den Galeeren, wo er viele Jahre verbracht hat. Kurz vor seinem Tod bringt man ihm seine dreijährige Tochter Marie, er ist überglücklich, doch wird enttäuscht: das kleine Mädchen erkennt ihn nicht. Es bleiben ihm noch zwei Stunden bis vier Uhr, seiner festgesetzten Todesstunde.
Dann bringt man ihn zum Schafott, kurz vor seiner Hinrichtung erhält er noch die Möglichkeit, diesen Gang zu Papier zu bringen. Noch einmal bettelt er um Gnade, nun hat sich seine Einstellung geändert: Während er am Anfang lieber tausend Tode sterben wollte, als lebenslang zu den Galeeren zu gehen, wäre ihm nun Letzteres lieber. Doch er erhält keine Gnade.
Das Buch endet mit den Worten: VIER UHR.

## Rezeption
Die Erzählstruktur des Werkes diente Fjodor Dostojewski nach seinen eigenen Angaben im Vorwort als Vorbild für Die Sanfte.